# Alexander Schädler
Alexander Schädler (* 10. August 1977) ist ein ehemaliger liechtensteinischer Fussballspieler.

## Karriere

### Verein
In seiner Jugend spielte Schädler für den FC Triesenberg, den FC Schaan und danach erneut für den FC Triesenberg, bei dem er dann in den Herrenbereich befördert wurde. Später schloss er sich dem USV Eschen-Mauren an, bevor er zum FC Balzers wechselte. Nach einer Station beim FC Schaan unterschrieb er einen Vertrag beim FC Triesenberg, für den er dann bis zu seinem Karriereende aktiv war.

### Nationalmannschaft
Schädler absolvierte sein einziges Länderspiel in der liechtensteinischen Fussballnationalmannschaft am 9. Oktober 1996 beim 1:2 gegen Litauen im Rahmen der Qualifikation zur Fussball-Weltmeisterschaft 1998, als er in der 74. Minute für Franz Schädler eingewechselt wurde.